# امیرنشین باتانگ
باتانگ منطقه ای در سواحل شمالی جاوه مرکزی اندونزی است. مرکز آن نیز باتانگ نام دارد و در حدود ۱۰۰ کیلومتری غرب شهر سمارانگ قرار دارد.
مردم باتانگ اکثراً جاوه ای هستند و به زبان جاوایی و اندونزیایی صحبت می‌کنند.
این منطقه مناظر ساحلی و کوهستانی زیبایی دارد. مرکز شهر مجاور بزرگراهی است که از میانه جاوا می‌گذرد و به سواحل شمالی می‌رسد و «پانتورا» نام دارد. مرکز اصلی فعالیت‌های اقتصادی در امتداد این بزرگراه و همچنین نیز میدان مرکزی شهر معروف به «آلون آلون» متمرکز شده‌است. در وسط میدان، یک درخت بزرگ قدیمی وجود دارد که یکی از نمادهای این منطقه است.